# William Eugene Smith
Pour les articles homonymes, voir William Smith et Smith.
William Eugene Smith, connu sous le diminutif familier de Gene Smith ou encore comme W. Eugene Smith, né le 30 décembre 1918 à Wichita dans le Kansas et mort le 15 octobre 1978 à Tucson en Arizona, est un photojournaliste américain, photographe de guerre pendant la Guerre du Pacifique.
Sa rigueur et son exigence en ont fait un modèle pour des générations de photographes, attachés à la valeur du témoignage que permet la photographie. W. Eugene Smith était, au sens littéral du terme, ce que les Américains appellent un « concerned photographer », un photographe engagé, qui utilisait son appareil photographique comme une arme pour défendre ses idées.

## Biographie
Adolescent, il est fortement intéressé par l’aviation, ce qui est assez naturel à Wichita qui compte plusieurs usines d’aviation (Cessna, Boeing) et débute en photographie. En 1933, il rencontre le photographe de presse Frank Noel, qui le conseille, et commence rapidement à publier des photos dans les journaux locaux (le Wichita Eagle, et le Wichita Beacon). En 1935–1936, il fait des reportages sur les événements sportifs, l’aviation, les catastrophes naturelles. C’est l’époque du Dust Bowl et de la grande misère des fermiers du Midwest.
En 1936, il étudie la photo pendant un semestre à l’Université de Notre-Dame-du-Lac de South Bend dans l'Indiana puis à l’Institut de photographie de New York. Il détruira le travail de ces premières années par la suite, le jugeant techniquement insuffisant et manquant de profondeur.
Dès 1938, il travaille pour Newsweek mais est licencié parce qu’il a utilisé un appareil de petit format (± 6 x 6) contrairement aux règles du magazine (à cette époque les reporters utilisent en général un Speed Graphic 4 × 5 inches, alors que Smith défend le petit format qui donne « une plus grande liberté de vision ») puis il intègre l’agence Black Star et publie des photos dans Life Magazine, Collier's, The New York Times et Harper's Bazaar.
Smith est rapidement intégré au staff de Life qui l’engage pour réaliser deux reportages par mois. Il quitte le magazine en 1941, insatisfait de la routine qu’impose une publication régulière et devient photographe indépendant. Il jugera par la suite qu’il a mal utilisé sa liberté, produisant des photos montrant « une grande profondeur de champ mais une très faible sensibilité ». Il travaille notamment pour le magazine Parade, reconnu pour la qualité de ses documents photographiques. Il est blessé par une explosion de dynamite lors d’une séance de photos de conditions de combats simulées.

### Correspondant de guerre dans le Pacifique
En 1942, Smith est invité à rejoindre l’unité photographique de la Navy (Naval Photographic Institute) dirigée par Edward Steichen, mais sera refusé par la commission de sélection pour « insuffisance physique et académique » : il souffre en effet d’une audition déficiente, conséquence de l’accident avec la dynamite, et ne possède pas de diplôme universitaire. Il est néanmoins engagé par la Ziff Davis Publishing Company comme correspondant de guerre dans le Pacifique sud et embarque sur un porte-avions. Il réalise des prises de vue aériennes, en mer et sur terre de la campagne des îles Marshall, revient brièvement à San Francisco en 1944, puis repart pour le Pacifique comme correspondant pour Life. Il quitte Ziff Davis parce qu’il s’aperçoit que près de la moitié de ses photos sont censurées. Il semble qu’il ait trop montré les souffrances des populations civiles. Il photographie aussi bien les combats que leurs conséquences sur la population japonaise ; c’est alors qu’il développe dans son travail le thème de la responsabilité sociale du reporter qui restera présent durant toute sa vie. Il a toujours voulu être au plus près de son sujet (selon son expression « sink into the heart of the picture » : plonger au cœur de l’image), et c’est ainsi qu’il est gravement blessé lors des combats à Okinawa le 22 mai 1945 et qu'il est rapatrié.
Smith a été touché par un éclat d’obus qui lui a traversé la main gauche et la joue. Il subit une trentaine d’opérations et sa rééducation dure deux ans. Il a cru perdre la possibilité de tenir encore un jour un appareil photo en main.

### Une éthique du photojournalisme
Durant sa convalescence, il publie des articles et des interviews et insiste sur son attachement à une éthique du photojournalisme. La première photo qu’il réalise au terme de cette période difficile est The Walk to Paradise Garden, une photo de ses enfants devenue ultra-célèbre mais qui est refusée par Life car les personnages tournent le dos à l’objectif.
Smith travaille à plein temps pour Life jusqu’à sa démission en 1954 à la suite d'un désaccord de plus en plus profond sur la façon dont la revue modifie les légendes de ses photos et sur l’usage qui en est parfois fait. Le sujet de rupture sera la publication du reportage sur Albert Schweitzer, alors considéré par Life comme le plus grand homme de son époque. Smith, tout en reconnaissant son travail humanitaire, le trouve autoritaire et raciste et veut montrer par un reportage en deux parties la complexité du personnage. Life publiera une version abrégée conforme au sentiment de l’époque sur le médecin, prix Nobel de la paix en 1952.
Smith rejoint l’agence Magnum en 1955 et va à Pittsburgh pour un reportage, qui devrait durer trois semaines, et pour lequel il doit fournir une centaine de photos à l’occasion du bicentenaire de la ville. Il va y travailler durant trois ans et en ramener plus de 10 000 images, sans l’accord ni le soutien de l’agence ; cela entraînera sa ruine malgré deux bourses reçues de la fondation Guggenheim, en 1956 et 1958, car aucune revue ou agence n’accepte de financer un tel projet. Il refuse une proposition de 21 000 dollars pour une publication partielle car on ne lui accorde pas le contrôle du choix des images, de leurs légendes et de la mise en page. Il y aura une publication de 88 photos dans la revue Photography Annual de 1959, pour laquelle il ne touchera que 1 900 $ mais dont il aura le contrôle total.
En 1956, Smith réalise sa première commande en couleurs pour l’American Institute of Architects lors d’un travail sur l’architecture moderne. Des tirages géants de 3,50 m seront réalisés à cette occasion.
En 1957, il quitte sa famille et s’installe seul dans un loft de la Sixième avenue à New York où il commence un travail de longue haleine sur des images de rue prises de sa fenêtre et des photos de musiciens lors de jam sessions ou de séances d’enregistrement. Il enseigne à la New School for Social Research, et quitte Magnum en 1958.
En 1961–1962, il fait un reportage de deux ans sur la firme Hitachi au Japon et, en 1971, il s’installe avec sa seconde épouse Eileen Mioko, également photographe, à Minamata, une petite ville du Japon, afin de suivre les effets de la pollution industrielle. Il y passe quatre ans dans le dénuement le plus complet. Victime de violences de la part d’employés de la firme Chisso, responsable de la pollution, il perd presque la vue et doit être rapatrié d’urgence aux États-Unis. La publication de 11 photos dans Life puis d’un livre sur le sujet ont un retentissement mondial. C'est au cours de ce reportage qu'il réalise la célèbre photographie Tomoko and Mother in the Bath (en) : Le Bain de Tomoko, devenue une icône du photojournalisme : dans une salle de bain japonaise traditionnelle, une mère se penche vers la baignoire où repose sa fille Tomoko, victime d'un empoisonnement au mercure dû à la pollution industrielle (la maladie de Minamata),.
En 1975, Smith est présent à Arles, pour montrer en avant-première, lors d'une soirée pleine d'émotion, aux Rencontres internationales de la photographie, le résultat de ce travail réalisé avec sa femme pour documenter les conséquences sur la population de la pollution au mercure de la baie de Minamata, au Japon, par les rejets en mer d'une usine chimique.
Sa volonté d’implication personnelle dans les sujets de ses reportages a révolutionné cette nouvelle forme de photojournalisme, pour l’époque, appelée « essai photographique ». Insistant sur la responsabilité sociale du photographe, il a développé tout au long de sa carrière une éthique à laquelle il s’est tenu sans dévier et est devenu un modèle pour beaucoup de reporters qui l’ont suivi.
En 1977, Smith dépose ses archives (11 tonnes) au Centre for Creative Photography de l'université d'Arizona, à Tucson, où il enseigne.
Il meurt d’un infarctus deux ans plus tard, avec 18 $ sur son compte en banque.

## Postérité
Le prix W. Eugene Smith, prix de photojournalisme, doté de 30 000 $ est décerné chaque année depuis 1980 par l'International Center of Photography de New York. Il est destiné à aider et encourager les photographes travaillant indépendamment des courants de la mode et des impératifs économiques de l’édition pour rendre compte des aspects importants du monde actuel.

## Citations
- À propos de Maud Callen :

« Je voulais pointer du doigt le racisme en montrant simplement une femme remarquable faisant un travail remarquable dans une situation impossible. »
- À propos des photos de guerre :

« Je voulais que mes images portent un message contre la cupidité, la stupidité et l’intolérance qui sont causes de ces guerres. »

## Publications
- avec Aileen M. Smith : (en) Minamata, New York, Rinehart and Winston (coll. « An Alskog-Sansorium book »), 1975, 192 p.  (ISBN 0030136369).

### Publications dansLife Magazine
- 1944 - 1945  :
  - Saïpan. 28.08.44, 11 photos sur la bataille de Saïpan en juin 1944
  - Hospital on Leyte. 05.12.44, 9 photos sur un hôpital installé dans la cathédrale de Leyte (Philippines)
  - Marines Win Bloody, 12.03.45, 4 photos sur la bataille d’Iwo Jima
  - The Battlefield of Iwo. 09.04.45, 13 photos, dont celle de couverture
  - American Battle for Okinawa. 20.09.48, 18 photos sur l’attaque de l’île.

- 1948 – 1949 :
  - Country Doctor. 20.09.48, 28 photos sur le Dr Ceriani, médecin de campagne au Colorado
  - Life Without Germs. 26.09.49, 18 photos sur un programme expérimental de bactériologie de l’Université de Notre-Dame-du-Lac, Indiana.

- années 1950 :
  - Recording Artists. 26.03.51, 22 photos sur des musiciens dans les studios d’enregistrement de RKO-Victor et de Columbia
  - Spanish Village. 09.04.51, 17 photos sur Deleitosa, un village d’Estrémadure
  - Nurse Midwife. 03.12.51, 30 photos sur la vie de Maud Callen, sage-femme en Caroline du Sud
  - Chaplin at Work. 17.03.52, 31 photos de Charlie Chaplin pendant le tournage de Limelight
  - The Reign of Chemistry. 05.01.53, 18 photos sur les activités de Monsanto
  - My Daughter Juanita, 21.09.53, 17 photos dont celle de couverture, sur sa fille
  - A Man of Mercy. 15.11.54, 25 photos sur le Dr Albert Schweitzer à Lambaréné (Gabon)
  - Drama Beneath a City Window. 10.03.58, 14 photos prises de son loft à New York.

- 1963
  - Colossus of the Orient. 30.08.63, 13 photos sur Hitachi au Japon.

- 1972
- Death Flow from a Pipe, 02.06.72, 11 photos sur la pollution à Minamata, Japon.

## Expositions
- 1984 : Galerie Municipale du Château d'eau, Toulouse[6].
- octobre 1985 - avril 1989 : Let truth be the prejudice : W. Eugene Smith, his life and photographs, exposition itinérante aux États-unis organisée par le Alfred Stieglitz Center du Philadelphia Museum of Art[7].
- 25 septembre 1998 - 3 janvier 1999 : W. Eugene Smith, du côté de l'ombre, Hôtel de Sully, Paris[8],[9].

puis 11 septembre - 28 novembre 1999 : W. Eugene Smith : il senso dell'ombra, Palazzo Magnani, Reggio Emilia.
- 1999 : W. Eugene Smith, Museu nacional d'art de Catalunya, Barcelone[10].
- 13 mai - 15 juillet 2000 : W. Eugene Smith : photographic poet, Barry Singer gallery, Petaluma.
- juin - 27 juillet 2008 : W. Eugene Smith. More Real Than Reality, Théâtre Fernan Gomez, Madrid[11].
- 27 août - 27 novembre 2011 : W. Eugene Smith, Martin-Gropius-Bau, Berlin[12].
- 9 mars - 3 juin 2012 : Pittsburgh, 1955-1958 : l'impossible labyrinthe, Pavillon populaire, Montpellier[13],[14].
- 16 mai - 16 septembre 2018 : Pittsburgh. W. Eugene Smith. Ritratto di una città industriale, Fondation MAST / Manifattura di Arti, Sperimentazione e Tecnologia, Bologne[15].